# 阿罗约莫利诺斯德拉韦拉
阿罗约莫利诺斯德拉韦拉，是西班牙埃斯特雷马杜拉卡塞雷斯省的一个市镇。总面积23平方公里，2001年普查人口總數為555人，人口密度為每平方公里24人。